# 菲利普·勒斯勒尔
菲利普·勒斯勒尔（德語：Philipp Rösler；1973年2月24日—），德國政治家，隸屬於自由民主党。出生于越南共和国庆兴市，位于今天越南南部的朔莊省。2009年2月18日至2009年10月27日担任下萨克森州經濟、勞動與交通代理部长。2009年10月28日起，他是默克尔第二届内阁成员，担任德国联邦卫生部部长。2011年至2013年担任德国自民党主席。

## 生平
勒斯勒尔1973年於南越慶興市（今朔莊市）出生，本名阮新丁，其親生父母均歿於越戰戰火之中（故此勒斯勒爾曾不知道自己原本的越南姓名），9個月大時被一對德國夫婦於西貢的一所天主教孤兒院領養，到西德與養父母及他們的2個親生女兒定居。養父母於其4歲時離婚，他由養父撫養長大。其養父後來成為德國聯邦空軍的戰機教練，曾分別居於漢堡、比克堡與漢諾威。1992年勒斯勒尔於漢諾威的路德學校（Lutherschule）高中畢業。同年他成為聯邦國防軍候補軍醫官（Sanitätsoffiziersanwärter），並進入漢諾威醫學院，主修醫學。
1999年他開始在漢堡的聯邦空軍護校任職，2003年他在聯邦空軍內擔任職業醫師，其專業為眼科，並開始專注於下薩克森州的政治。
勒斯勒尔是德國天主教中央委員會成員之一，並已經跟1位女醫師結婚。2008年10月小孩出生，為雙胞胎。
2021年9月，越南政府任命勒斯勒尔为越南驻瑞士苏黎世和楚格名誉领事。

## 從政经历
1992年加入德國自由民主黨（簡稱自民党），並為下薩克森青年自由團（Jungen Liberalen）。1994年任漢諾威市青年自由團主席。1996年任下薩克森州青年自由團主席，並為自民党下薩克森州董事會的成員。2000-2004年任自民党下薩克森州總書記（榮譽職）。2001年任漢諾威區議員並為自民党區委員會主席。2002年任自民党於下薩克森州選舉之議員候選人（第二名當選）。
2003年任下薩克森議會議員，並為自民党下薩克森議會內黨委員會主席。2005年任自民党聯邦主席團成員。2006年任自民党下薩克森州主席。2009年任下薩克森經濟、勞動、交通代理部長。2009年10月28日起，任聯邦健康部長。並在國會內為第二年輕的議員（最年輕為家庭部長克里斯蒂娜·施罗德）2011年5月任德国联邦经济部长。
时任聯邦卫生部長的勒斯勒尔，意欲使雇主的繳納費用從原來依健康保險帳戶收入決定改成齊一化。他長期的政策目標，就是不依據收入水平決定健康保險帳戶繳納金額，使得一些低收入者無法繳納健保費的狀況得以舒緩。這樣的政策方向，由於有違自民黨的方向，因此飽受批評。勒斯勒尔認為，他的計畫可以讓人民從工作中獲得更多收入。

## 資料來源與註釋
1. ↑  Philipp Rösler kennt seinen Geburtstag nicht （页面存档备份，存于）. In: netzeitung.de, 2. November 2009
2. ↑  Von Jurgen Damsch. . Das Bild. 1 November 2009  [2 November 2009]. （原始内容存档于2020-01-08）.
3. ↑  . Landtag-niedersachsen.   [4 September 2012]. （原始内容存档于2020-01-08）.
4. ↑  Thuc, Minh. . Vietnam Investment Review. 2021-09-06  [2021-10-04]. （原始内容存档于2021-10-30） （英语）.
5. ↑  Rösler, Philipp. . Twitter. 2021-09-06. （原始内容存档于2022-05-21） （英语）.

## 外部連結
- 菲利普·勒斯勒尔（德国国家图书馆目录相关文献）
- Philipp Rösler

| 政府职务               | 政府职务                                        | 政府职务                 |
| ---------------------- | ----------------------------------------------- | ------------------------ |
| 前任： 乌拉·施密特     | 德国联邦卫生部部长 2009年10月27日－             | 現任                     |
| 前任： 基多·威斯特威勒 | 德国联邦副总理 2011年5月16日－2013年12月17日    | 繼任： 西格马尔·加布里尔 |
| 政党职务               |                                                 |                          |
| 前任： 基多·威斯特威勒 | 德国自由民主党主席 2011年5月13日－2013年12月7日 | 繼任： 克里斯蒂安·林德納 |